# Механіко-математичний факультет Дніпровського національного університету імені Олеся Гончара
Механіко-математичний факультет — факультет ДНУ ім. О. Гончара.

## Історична довідка
Механіко-математичний факультет — найстаріший в університеті, бере початок з фізико-математичного факультету, який було засновано у 1918 році.

## Структурні підрозділи факультету

### Кафедра математичного аналізу
Завідувач — Парфінович Наталія Вікторівна, кандидат фізико-математичних наук, доцент

### Кафедра алгебри та геометрії
Завідувач — Курдаченко Леонід Андрійович, доктор фізико-математичних наук, професор, заслужений діяч науки і техніки України

### Кафедра теорії функцій
Завідувач — Моторний Віталій Павлович, член-кореспондент НАН України, доктор фізико-математичних наук, професор, заслужений діяч науки і техніки України, лауреат Державної премії України

### Кафедра диференціальних рівнянь[недоступне посилання]
Завідувач — Когут Петро ілліч [Архівовано 10 серпня 2016 у Wayback Machine.], доктор фізико-математичних наук, професор, Кафедра веде підготовку студентів за спеціальністю «МАТЕМАТИКА» [Архівовано 1 червня 2016 у Wayback Machine.]
Фундаментальна підготовка в галузі математики та поглиблені знання з інформатики. Уміння будувати логічно бездоганні міркування, це — почуття зачарування глибиною й стрункістю абстрактних понять. Розробка математичних моделей різноманітних фізичних процесів, бізнес-аналітика, логістика, фінансова й страхова математика, математичні методи обробки зображень, аналіз інформації в Інтернеті.
Сфера діяльності бакалаврів, спеціалістів і магістрів за спеціальністю «Математика»: розробка, впровадження і застосування математичних методів і алгоритмів для різних галузей господарства, математичне забезпечення досліджень в галузі науки, розробка та використання математичного забезпечення ЕОМ.
Кваліфікація: математик, магістр математики.
Бакалаври і спеціалісти за спеціальністю «Математика» можуть займати посади інженерно-технічного персоналу  (інженер, програміст обчислювального центру, лабораторії або конструкторського бюро); посади консультанта, дилера в комерційних фірмах, які пов'язані з математичним і програмним забезпеченням; викладача математика в середніх навчальних закладах; магістри — посади наукових співробітників, старшого або головного інженера, керівника лабораторії в наукових організаціях, викладача ВНЗ.
Значний набір на місця державного фінансування.
Більш детальніша інформація на офіційному сайті кафедри.[недоступне посилання]

### Кафедра статистики й теорії ймовірностей
Завідувач — Турчин Валерій Миколайович, кандидат фізико-математичних наук, доцент

### Кафедра теоретичної та прикладної механіки
Завідувач — Лобода Володимир Васильович, доктор фізико-математичних наук, професор, заслужений працівник освіти України

### Кафедра аерогідромеханіки
Завідувач — Гоман Олег Гаврилович, доктор фізико-математичних наук, професор, заслужений діяч науки і техніки України

### Кафедра прикладної газової динаміки і тепломасообміну
Завідувач — Кочубей Олександр Олексійович, доктор фізико-математичних наук, професор, заслужений діяч науки і техніки України, перший проректор ДНУ

### Кафедра обчислювальної механіки та міцності конструкцій
Завідувач — Дзюба Анатолій Петрович, доктор технічних наук, професор

## Відомі випускники
- Микола Поляков — ректор ДНУ,
- Олександр Кочубей — перший проректор ДНУ,
- Олександр Рябченко — український політик;
- Володимир Шевченко — ректор Донецького національного університету, Герой України.